# Portretul anticarului Jacopo da Strada
Portretul anticarului Jacopo da Strada o pictură în ulei realizată în perioada 1567 - 1568 de către pictorul Tițian, tabloul aflându-se acum în Muzeul de Istorie a Artei din Viena.
Strada nu a fost doar un contabil, dar a avut multe alte calități, iar acest portret îl prezintă înconjurat de obiecte care îi afișează cunoștințele. Este prezentat ca purtând un lanț de aur, care probabil că i-a fost dat în anul precedent 1566, când a fost numit Antiquarius Caesareus de către angajatorul său Maximilian al II-lea.